# Mimalones
En la mitología griega las mimalones mimálonas o mimalónides (en griego antiguo: Μιμάλλονες, mimállones) es el nombre macedonio de las bacantes o, según otros, de las bacantes amazonas. El nombre se asocia comúnmente con el verbo μιμεῖσθαι (mimeisthai), «imitar», porque se dice que en una ocasión, los macedonios, mientras estaban en guerra con el rey ilirio Calandro, añadieron a las bacantes a su ejército para que pareciera más numeroso. Algunos derivan este nombre de Mimas o Mimante, monte de Asia menor donde se celebraban las orgías con mucho aparato, otros de la licencia desenfrenada de los discursos de las bacantes.
Plutarco nos cuenta que todas las mujeres de la comarca son afectadas desde muy antiguo a los ritos órficos y a las celebraciones orgiásticas de Dioniso, recibiendo la denominación de clodonas y mimálonas; que sus prácticas se parecen en muchos aspectos a las de las edónides y a las de las mujeres tracias del Hemo (de aquí proviene, al parecer, el uso de la palabra threskeúein aplicado a los ritos exagerados e imprudentes).
Estrabón, recontando el tíaso de Dioniso, dice que en este se encuentran varias ninfas: «los grupos de lenas, tías, mimalones, náyades y las que en conjunto reciben el nombre de ninfas».